# جوزيف هنري بندلتون
جوزيف هنري بندلتون (بالإنجليزية: Joseph Henry Pendleton)‏ هو ضابط أمريكي، ولد في 2 يونيو 1860 في روتشستر في الولايات المتحدة، وتوفي في 4 فبراير 1942 في كورونادو في الولايات المتحدة.